# Backbone Entertainment
Backbone Entertainment är en amerikansk datorspelutvecklare baserad i Rancho Santa Margarita, Kalifornien. Skapades den 19 februari 2003, är det resultatet av fusionen mellan ImaginEngine och Digital Eclipse Software, Inc.